# Maria của Calabria
Maria của Calabria (6 tháng 5 năm 1329 – 20 tháng 5 năm 1366), là Vương tôn nữ Napoli và qua hôn nhân là Bá tước phu nhân xứ Alba. Hậu duệ của Maria đã thừa kế ngai vàng napoli sau cái chết của chị gái là Giovanna I của Napoli.